# Nuspojava
Nuspojava u medicini je štetni i neželjeni učinak koji je posljedica djelovanja lijeka ili druge vrste intervencije, poput kirurškog zahvata.